# ロバート・ウッドヘッド
ロバート・ウッドヘッド（Robert Woodhead、1959年1月22日 - ）は、アメリカ在住のゲームクリエイター、プログラマである。コーネル大学の学生時代に、コンピュータRPGの『ウィザードリィ』をアンドリュー・グリーンバーグ（Andrew C. Greenberg）と共に製作した事で知られる。ウィザードリィシナリオIの仕掛け人トレボー（Trebor）の名前は、ロバートの名を逆さに綴ったものである。
彼のプログラマとしての実績はゲームだけでなく、マッキントッシュ用のアンチウイルスソフトウェアInterferonとVirexや、映像の字幕付けソフトウェアの開発など多岐にわたる。
1979年にノーマン・シロテックと「シロテック・ソフトウェア」を設立、1981年に「サーテック・ソフトウェア」と改称し、『ウィザードリィ』を販売し、世界的なヒット作となる。
また1989年にはロー・アダムズ（Roe.R.Adams III）と共に、日本製映像ソフトの輸入会社アニメイゴ（en:AnimEigo）を設立、『うる星やつら』や『ああっ女神さまっ』等のアニメや『子連れ狼』『座頭市』等の時代劇を英訳し米国での普及に尽力している。
好きなアニメ監督として宮崎駿監督と押井守監督の名を挙げている。
アニメイゴ設立に前後して日本人の女性と結婚、6年ほど日本に滞在した。その後は家族と共にアメリカへ帰国している。趣味はロボット競技用のロボット製作で、ロバートの二人の子供は米国内のコンテストで優勝した実績を持つ。